# Euonymus australianus
Euonymus australianus là một loài thực vật có hoa trong họ Dây gối. Loài này được F.Muell. mô tả khoa học đầu tiên năm 1864.